# Bleeding Love
Bleeding Love, singel från Leona Lewis album Spirit.
Låten är skriven av Ryan Tedder och Jesse McCartney. släpptes den som singel den  6   augusti 2007.   cirka en och en halv månad senare än i USA. Låten blev nummer 35 på Trackslistans årslista för 2008.
Den flamländska sångaren Tom Dice släppte år 2009 en akustisk cover av låten.